# 栃木市立藤岡中学校
栃木市立藤岡中学校（とちぎしりつ ふじおかちゅうがっこう）は、栃木県栃木市藤岡町藤岡にある公立中学校。2022年（令和4年）に旧藤岡第一中学校の校地を継承して開校した。

## 歴史
2016年（平成28年）2月、栃木市教育委員会は「栃木市立小中学校適正配置基本方針」を策定し、学校の適正規模を示した。これに満たない藤岡第二中学校では、同年5月に住民説明会を初開催し、2017年（平成29年）1月、第二中学校と第二中学校に進学する部屋小学校の保護者を対象としたアンケートで、統合した方が良いとの回答が77%に達した。2018年（平成30年）5月に、藤岡第二中学校地元代表協議会は統合やむなしとの結論を得て、教育委員会に藤岡第一中学校との統合を要望した。2019年（令和元年）11月に統合の方針が新聞報道され、2020年（令和2年）2月20日発行の「広報とちぎ3月号」で、2022年（令和4年）4月1日に第一中学校と第二中学校を統合し、藤岡中学校を開校することと、第一中学校の校舎・施設を利用することが市民に周知された。
2022年（令和4年）3月31日、第一中学校と第二中学校が閉校し、翌4月1日に藤岡中学校が開校した。

## 校歌
校歌は八津弘幸の作詞、矢口博康の作曲で、3番まであり、「藤色の物語（ストーリー）」という題名がある。作詞者・作曲者とも藤岡第一中学校の卒業生である。

## 通学区域
栃木市のうち以下の区域。
- 藤岡町部屋
- 藤岡町新波
- 藤岡町石川
- 藤岡町帯刀
- 藤岡町緑川
- 藤岡町西前原
- 藤岡町蛭沼
- 藤岡町富吉
- 藤岡町中根
- 藤岡町藤岡
- 藤岡町内野
- 藤岡町下宮
- 藤岡町赤麻
- 藤岡町大前
- 藤岡町甲
- 藤岡町都賀
- 藤岡町大田和
- 藤岡町太田

## 統合校

### 第一中学校
栃木市立藤岡第一中学校（とちぎしりつ ふじおかだいいちちゅうがっこう）は、栃木県栃木市藤岡町藤岡にあった公立中学校。教育目標は、考える生徒 やりぬく生徒 助け合う生徒であった。校地は藤岡中学校に継承された。

#### 第一中学校の年表
- 1959年4月1日 - 藤岡・三鴨・赤麻の中学校が統合し[5]、藤岡町立藤岡第一中学校として開校。
- 2010年3月29日 - 市町合併により栃木市立藤岡第一中学校となる。
- 2022年
  - 2月17日 - 閉校式を挙行[9]。新型コロナウイルス感染症の流行拡大のため、生徒はリモートで式典に参加した[9]。
  - 3月31日 - 閉校[1]。
  - 4月1日 - 旧・藤岡第一中学校の校地に[2]栃木市立藤岡中学校が開校[1]。

#### 第一中学校の通学区域
栃木市立藤岡小学校・栃木市立三鴨小学校・栃木市立赤麻小学校の学区を合わせたものだった。
栃木市のうち
- 藤岡町藤岡
- 藤岡町内野
- 藤岡町下宮

- 藤岡町赤麻
- 藤岡町大前
- 藤岡町甲

- 藤岡町都賀
- 藤岡町大田和
- 藤岡町太田

#### 藤岡第一中学校の卒業生
閉校までに14,262人が卒業した。
- 八津弘幸 - 脚本家、漫画原作者[5]。
- 矢口博康 - サックス奏者[5]。

### 第二中学校
栃木市立藤岡第二中学校（とちぎしりつ ふじおかだいにちゅうがっこう）は、栃木県栃木市藤岡町富吉にあった公立中学校。教育目標は、「自ら学び、自ら問う生徒」、「人を思いやり、協調し合う生徒」、「健康で、きびきび活動する生徒」であった。生徒会は、放送・体育・図書・給食・ボランティア・広報・保健の7委員会、部活動はソフトテニス・サッカー・ソフトボール・柔道・バレーボールの5部が活動していた。2022年（令和4年）に栃木市立藤岡第一中学校と統合し、閉校した。
学校施設は、閉校後も避難所や投票所として利用されている。市当局は旧・第二中学校を改修し、栃木市立部屋小学校に転用する意向を示したが、2023年（令和5年）4月27日に小学校の移転に反対する805人の署名が市に提出された。2025年（令和7年）2月、市当局は市議会議員研究会の場で、市内各所に分散する文化財等の倉庫として活用する方針を示した。

#### 第二中学校の年表
- 1947年4月1日 - 部屋小学校の一部を使用し、部屋村立部屋中学校として発足。
- 1949年7月15日 - 第1期工事として現在地に校舎が落成し移転。
- 1955年3月31日 - 町村合併により藤岡町立部屋中学校となる。
- 1959年4月1日 - 藤岡町立藤岡第二中学校と校名変更。
- 2010年3月29日 - 市町合併により栃木市立藤岡第二中学校となる。
- 2022年
  - 2月17日 - 閉校式を挙行[13]。全校生徒43人が出席[13]。
  - 3月31日 - 閉校[14]。
  - 4月1日 - 藤岡第一中学校と統合し[1]、第一中学校の校地に[2]栃木市立藤岡中学校が開校[1]。
  - 5月1日 - 音楽室にあったグランドピアノが、ストリートピアノとして栃木駅に設置される[14]。

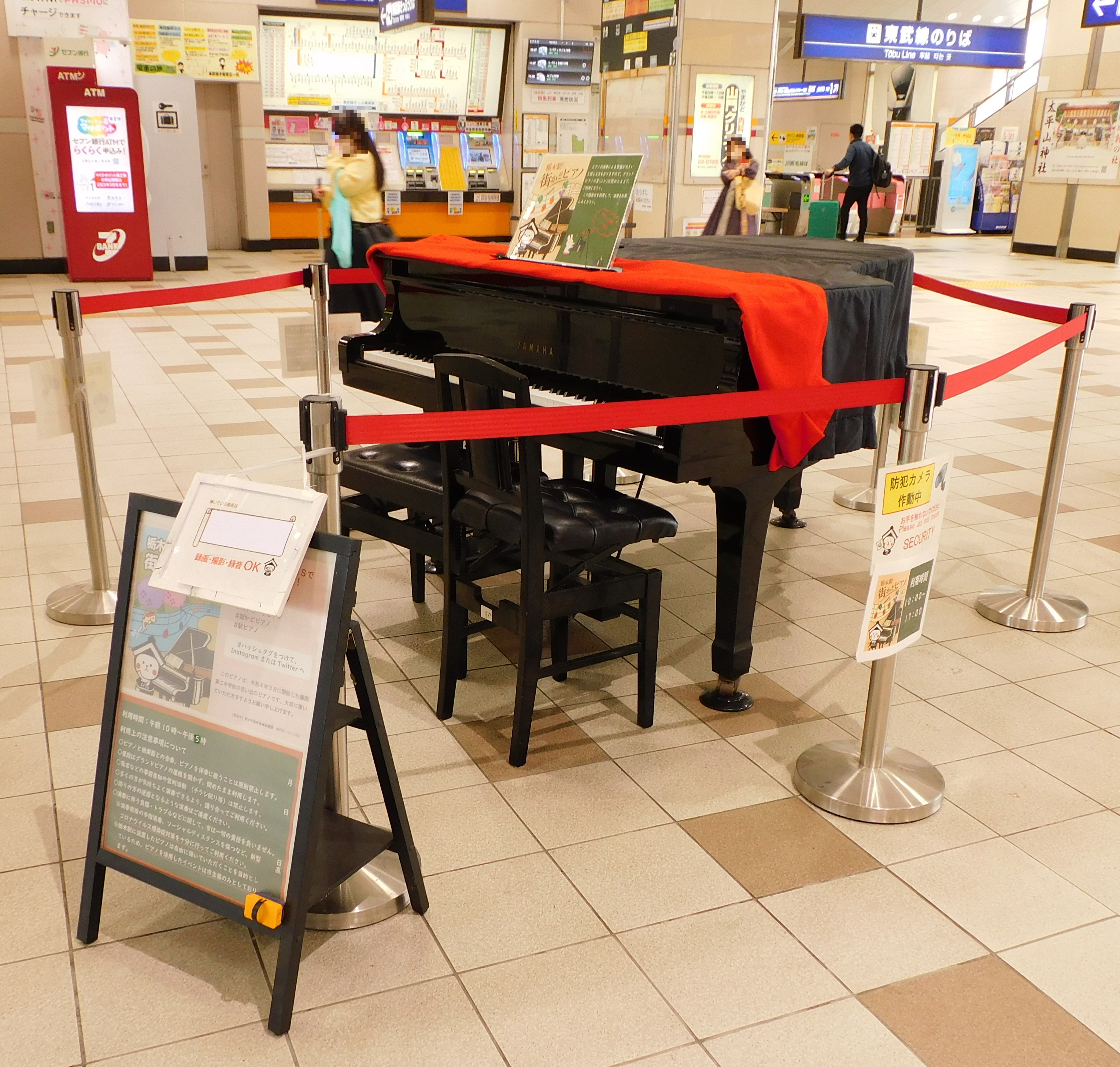
栃木駅に置かれた旧第二中学校のピアノ（2023年）

#### 第二中学校の通学区域
栃木市立部屋小学校の学区と一致していた。
栃木市のうち
- 藤岡町部屋
- 藤岡町新波
- 藤岡町石川

- 藤岡町帯刀
- 藤岡町緑川
- 藤岡町西前原

- 藤岡町蛭沼
- 藤岡町富吉
- 藤岡町中根